# Elección al Senado de los Estados Unidos en Massachusetts de 1952
Las elecciones al Senado de los Estados Unidos de 1952 en Massachusetts se llevaron a cabo el 4 de noviembre de 1952, en las que el titular republicano Henry Cabot Lodge Jr. perdió ante el congresista y futuro presidente John F. Kennedy, candidato del Partido Demócrata.
Esta elección marcó el fin de la dinastía de la familia Lodge y el comienzo de la dinastía de la familia Kennedy. Henry Cabot Lodge Jr. y su abuelo Henry Cabot Lodge habían ocupado uno de los dos escaños del Senado de Massachusetts durante 43 de los 60 años anteriores. Kennedy y su hermano menor, Ted Kennedy, ocuparían este escaño en el Senado durante 53 de los siguientes 56 años combinados.

## Partido Republicano

### Candidatos
- Henry Cabot Lodge Jr., senador titular de los Estados Unidos.

### Resultados
El senador Lodge no tuvo oposición para la renominación.
|  | 89.15 % |

|  | 0.02 % |

|  | 10.83 % |

|  | 100 % |

## Partido Demócrata

### Candidatos
- John F. Kennedy, representante de los Estados Unidos.

### Resultados
El representante Kennedy no tuvo oposición para la nominación.
|  | 76.14 % |

|  | 0.00 % |

|  | 23.85 % |

|  | 100 % |

## Elección general

### Campaña
La elección del Senado de Massachusetts de 1952 fue una contienda entre dos representantes de las familias políticas más prominentes de Nueva Inglaterra: los Republicanas Lodges y los Demócratas Kennedy. Los Lodges eran una dinastía política mucho más antigua; La familia traza sus raíces en los pioneros puritanos que se establecieron por primera vez en el estado a principios del siglo XVII. Los Lodges eran una familia de "sangre azul" y, junto con varias otras familias protestantes del área de Boston, se las consideraba en la cúspide de la alta sociedad de Massachusetts y habían sido prominentes en los círculos políticos y comerciales de Boston durante generaciones. El abuelo de Lodge, Henry Cabot Lodge Sr., había sido un poderoso senador de los Estados Unidos por Massachusetts, además de un amigo cercano y aliado del presidente Theodore Roosevelt; también era enemigo del presidente Woodrow Wilson. Su nieto y tocayo, Henry Cabot Lodge Jr., había sido elegido por primera vez para el Senado de los Estados Unidos en 1936, cuando era el único candidato republicano al Senado en la nación que derrotó a un titular demócrata. Fue reelegido fácilmente en 1942. Durante la Segunda Guerra Mundial renunció a su escaño en el Senado y sirvió como teniente coronel en el ejército estadounidense en Italia y Francia. En 1945, Lodge ayudó a negociar la rendición de las fuerzas alemanas en el oeste de Austria. En 1946, Lodge recuperó un escaño en el Senado cuando derrotó al senador demócrata David Walsh.
El oponente demócrata de Lodge por el cargo de senador fue el congresista durante tres mandatos John F. Kennedy, que entonces tenía sólo 35 años. Aunque los Kennedy eran una dinastía política mucho más nueva que los Lodge, habían amasado una fortuna financiera considerablemente mayor, gracias en gran parte a las actividades comerciales de Joseph P. Kennedy Sr., el padre de Kennedy. Los Kennedy eran católicos irlandeses y, en muchos sentidos, la campaña al Senado de Massachusetts de 1952 fue el clímax de una larga batalla entre las familias protestantes más antiguas, como los Lodge, que habían controlado la política en el Estado de la Bahía durante generaciones, y las familias católicas irlandesas más nuevas, como los Kennedy, quienes por razones demográficas ahora superaban en número a los protestantes. Los Kennedy también vieron la carrera de 1952 como una especie de ajuste de cuentas, ya que el abuelo de Lodge había derrotado al abuelo de Kennedy, el alcalde de Boston, John F. Fitzgerald, en las elecciones al senado de 1916.
La campaña del congresista Kennedy para el Senado estuvo dirigida por su hermano menor, Robert F. Kennedy, quien desempeñaría la misma función para su hermano en la campaña presidencial de 1960. Kennedy lanzó su campaña a principios de 1952 e hizo un esfuerzo intenso; el día de las elecciones de noviembre de 1952 había visitado todas las ciudades, pueblos y aldeas de Massachusetts al menos una vez. También recopiló un número récord de firmas para su petición de elección de cargo, reuniendo una petición de más de un cuarto de millón de firmas. Muchos de los que firmaron la petición se convertirían más tarde en voluntarios de campaña o trabajadores de Kennedy en sus lugares de origen. Una innovación famosa de los Kennedy en la candidatura para el Senado de 1952 fue una serie de "fiestas de té" patrocinadas por la madre y las hermanas de Kennedy en el otoño. El congresista Kennedy asistió a cada una de las fiestas de té, estrechó la mano y cautivó a los votantes (generalmente mujeres) que estaban presentes; Se estima que un total de 70.000 votantes asistieron a las fiestas del té, lo que fue aproximadamente su margen de victoria sobre Lodge.
Mientras tanto, Lodge descuidó su campaña para el Senado durante la mayor parte de 1952. En cambio, se centró en persuadir a Dwight D. Eisenhower, el popular general de la Segunda Guerra Mundial, para que se postulara y ganara la nominación presidencial republicana sobre el senador de Ohio Robert A. Taft, el líder de los conservadores del partido. Lodge, moderado e internacionalista, estaba totalmente en desacuerdo con las opiniones aislacionistas de política exterior de Taft y sentía que Taft no podía ganar una elección presidencial. Lodge se desempeñó como director de campaña de Eisenhower y jugó un papel clave para ayudar a Eisenhower a vencer a Taft y ganar la nominación republicana. Sin embargo, el papel destacado de Lodge en la derrota de Taft enfureció a muchos de los partidarios de Taft en Massachusetts y juraron venganza. El congresista Kennedy cortejó en privado a muchos de los partidarios más destacados de Taft en Massachusetts, y algunos de ellos, como Basil Brewer, el editor del New Bedford Standard-Times, apoyaron a Kennedy más que a Lodge en sus periódicos y editoriales.
Cuando el Boston Post, normalmente de tendencia demócrata pero financieramente inestable, planeó respaldar a Lodge, Joseph Kennedy consiguió un préstamo de 500.000 dólares para que el periódico respaldara a su hijo. Kennedy y Lodge participaron en un debate público, que se llevó a cabo por radio; En general, el debate se consideró un empate. El senador católico y conocido a nivel nacional Joseph McCarthy de Wisconsin se negó a hacer campaña a favor de Lodge, un compañero republicano, debido a su amistad con la familia Kennedy. McCarthy era popular entre muchos votantes católicos en Massachusetts debido a sus actividades de caza de comunistas en el Congreso; William F. Buckley Jr. creía que Lodge probablemente habría ganado las elecciones con la ayuda de McCarthy.
El fin de semana anterior a las elecciones, Eisenhower visitó Boston e hizo una enérgica campaña a favor de Lodge, pero no fue suficiente. Aunque Eisenhower ganó Massachusetts por más de 200,000 votos, Kennedy derrotó por poco a Lodge, ganando por 70,000 votos y tres puntos porcentuales.

### Resultados
Kennedy ganó la elección con el 51,34% de los votos frente al resto de candidatos.
|  | 51.34 % |

|  | 48.35 % |

|  | 0.20 % |

|  | 0.11 % |

|  | 100 % |

## Consecuencias
La estrecha victoria de Kennedy marcó el final de la dinastía Lodge y el comienzo de la dinastía Kennedy. Desde enero de 1953, el nombre de los Lodge ha desaparecido de las administraciones de Massachusetts y la familia se ha retirado en gran medida de la política estatal. El hijo de Lodge, George C. Lodge, perdió las elecciones especiales al Senado en Massachusetts de 1962 ante Ted Kennedy, la última vez que las dos familias se opusieron entre sí en una campaña política.
Por el contrario, la familia Kennedy controló el escaño en el Senado que ganaron en estas elecciones desde enero de 1953 hasta la muerte de Ted Kennedy en agosto de 2009. Lodge sirvió durante ocho años como embajador de las Naciones Unidas durante la presidencia de Eisenhower. En las elecciones presidenciales de 1960, fue compañero de papeleta de Richard Nixon, pero la candidatura demócrata de los senadores Kennedy y Lyndon B. Johnson ganó las elecciones.